# Amina Annabi
Amina Annabi (Carthago, 5 maart 1962) is een Franse zangeres en actrice van Tunesische komaf. Ze werd tweede op het Eurovisiesongfestival van 1991 voor Frankrijk met het liedje C'est le dernier qui a parlé qui a raison.

## Biografie
Amina is de dochter van een Franse vader en een Tunesische moeder. Haar ouders scheidden toen ze nog erg jong was en op haar dertiende verhuisde ze met haar moeder naar Parijs. Haar doorbraak in de muziek was in 1985 toen ze een rapwedstrijd won met haar liedje Shehérazade, een combinatie van rap en traditionele Arabische muziek. Vier jaar later maakte ze haar filmdebuut in de film Maman.
Haar grote doorbraak kwam echter pas in 1991 toen ze Frankrijk mocht vertegenwoordigen op het Eurovisiesongfestival in Rome. Daaraan heeft ze ook haar enige hit in de Nederlandse Top 40 te danken. Na de spannende en rommelige puntentelling eindigde Frankrijk met precies evenveel punten als Zweden (146) bovenaan. Zweden, dat werd vertegenwoordigd door Carola met het liedje Fångad av en stormvind, werd echter als winnaar uitgeroepen, omdat ze vaker 10 punten van de jury's gekregen had (het aantal keer 12 punten was gelijk). Wat Carola echter niet lukte, lukte Amina opvallend genoeg wel: een plaats in de Nederlandse Top 40 halen. Carola's vertaling Captured by a lovestorm strandde in de tipparade, Amina's C’est le dernier qui a parlé qui a raison bereikte daarentegen de 33e plaats in Nederland. In Vlaanderen kwam het zelfs tot nummer 22, maar daar scoorde Carola weer hoger. Amina's nummer ging over de Golfoorlog die eerder dat jaar uitbrak en ze zong het op blote voeten.
Hoewel het haar enige hit was, was het niet de eerste keer dat ze in de Top 40 stond. Ze maakte namelijk deel uit van het Peace Choir dat 3 maanden eerder de 14de plaats in de hitlijst scoorde met een cover van Give peace a chance. Dit was een liefdadigheidsproject van Yoko Ono en de destijds 15-jarige Sean Lennon (tweede vrouw en zoon van John Lennon) met Lenny Kravitz naar aanleiding van de Golfoorlog in 1991. Op deze single waren ook grote namen als Terence Trent D'Arby, Cyndi Lauper, Little Richard, LL Cool J en Dave Stewart te horen. De single werd zelfs een bescheiden hit in de Verenigde Staten, waar hij tot plaats 54 kwam in de Billboard Hot 100.
Na haar Eurovisieavontuur ging ze door met acteren en albums maken, maar halverwege de jaren negentig is ze het wat rustiger aan gaan doen. Haar recentste album is het verzamelalbum Nomad (2001).
Op 13 maart 2010 mocht ze namens Frankrijk de punten uitreiken in Melodifestivalen, de Zweedse voorronde van het Eurovisiesongfestival.

## Discografie

### Singles
| Single met eventuele hitnotering(en) in de Nederlandse Top 40 | Datum van verschijnen | Datum van binnenkomst | Hoogste positie | Aantal weken | Opmerkingen |
| ------------------------------------------------------------- | --------------------- | --------------------- | --------------- | ------------ | ----------- |
| C'est le dernier qui a parlé qui a raison                     |                       | 6-7-1991              | 35              | 3            |             |

| Single met hitnotering(en) in de Vlaamse Ultratop 50 | Datum van verschijnen | Datum van binnenkomst | Hoogste positie | Aantal weken | Opmerkingen      |
| ---------------------------------------------------- | --------------------- | --------------------- | --------------- | ------------ | ---------------- |
| C'est le dernier qui a parlé qui a raison            |                       | 1991                  | 22              |              | in de BRT Top 30 |